# Aulacoschiza triphylla
Aulacoschiza triphylla är en skalbaggsart som beskrevs av Decelle 1973. Aulacoschiza triphylla ingår i släktet Aulacoschiza och familjen Melolonthidae. Inga underarter finns listade.